# Port lotniczy Djoemoe
Port lotniczy Djoemoe (IATA DOE) – port lotniczy zlokalizowany w miejscowości Djoemoe, w Surinamie.